# Cherry Adair
Cherry Adair (nacida en Ciudad del Cabo) es una escritora sudafricana nacionalizada estadounidense, de novelas de ficción romántica.

## Biografía
Nació en Ciudad del Cabo, Sudáfrica, y se trasladó a Estados Unidos cuando tenía 20 años, donde abrió un negocio dedicado a la diseño y decoración de interiores. Adair y su espos, David, tienen dos hijas. Apasionada por la lectura, empezó a crear novelas, escribiendo 17 libros antes de su primera novela, The Mercenary, vendida a Harlequin Enterprises en 1994.
En el año 2000, Adair publicó Kiss and Tell, segundo libro de la serie T-FLAC, publicada por la editorial Ballantine Books. La serie hace referencia a una fuerza terrorista denomnada "Terrorist Force Logistical Assault Command" (T-FLAC).

### Pocket
- 2010 Black Magic
- 2011 Hush
- 2012 Afterglow

#### St. Martin's
- 2008 Rescue Me
- 2010 The Bodyguard
- 2011 Undertow
- 2011 Riptide
- 2012 Vortex

### Harlequin
- 1994 The Mercenary
- 2001 Seducing Mr. Right
- 2002 Take Me
- 2004 Date with a Devil
- 2008 The Mercenary

#### Ballantine
- 2000 Kiss and Tell
- 2001 Hide and Seek
- 2002 In Too Deep
- 2003 Out of Sight
- 2004 On Thin Ice
- 2005 Hot Ice
- 2006 Edge of Danger
- 2006 Edge of Fear
- 2006 Edge of Darkness
- 2007 White Heat
- 2008 Night Fall
- 2008 Night Secrets
- 2008 Night Shadows